# 肖千
肖千（1964年11月—），中华人民共和国外交官，曾任驻匈牙利大使、驻印度尼西亚大使，现任驻澳大利亚大使。

## 生平
1986年，肖千进入中华人民共和国外交部，先后在驻埃塞俄比亚大使馆、外交部亚洲司、驻印度大使馆任职。2000年，任驻美国大使馆参赞。2003年，任驻菲律宾大使馆参赞。2006年，任外交部办公厅参赞。2012年11月，出任中华人民共和国驻匈牙利大使。2015年，改任外交部朝鲜半岛事务副代表、亚洲事务大使。2016年，升任外交部亚洲司司长兼外交部朝鲜半岛事务副代表。2017年12月，出任中华人民共和国驻印度尼西亚大使。2022年1月，出任中华人民共和国驻澳大利亚大使。

## 家庭
已婚，有一女。

## 荣誉

### 外国勋章奖章
- 匈牙利中十字勋章（匈牙利，2015年4月22日批准，2015年5月12日于布达佩斯颁发[4]）